# Louvières-en-Auge
Louvières-en-Auge är en kommun i departementet Orne i regionen Normandie i nordvästra Frankrike. Kommunen ligger i kantonen Trun som tillhör arrondissementet Argentan. År 2022 hade Louvières-en-Auge 95 invånare.

## Befolkningsutveckling
Antalet invånare i kommunen Louvières-en-Auge
| Referens: INSEE |